# 互联网
（中国大陆、新马泰又称因特网）是20世紀末期興起電腦網路與電腦網路之間所串連成的龐大網路系統。這些網路以一些標準的網路協議相連。它是由從地方到全球範圍內幾百萬個私人、學術界、企業和政府的網路所構成，透過電子、無線和光纖網絡技術等等一系列廣泛的技術聯繫在一起。互聯網承載範圍廣泛的信息資源和服務，比方說相互關聯的超文本文件，還有萬維網（WWW）的應用、電子郵件、通話，以及文件共享等個人收發服務。
網際網路的起源可以追溯到1960年代美國聯邦政府委託進行的一項研究，目的是建立容錯與電腦網路的通信。網際網路的前身ARPANET最初在1980年代作為區域學術和軍事網路連接的骨幹。1980年代，NSFNET成為新的骨幹而得到資助，以及其他商業化擴展得到了私人資助，這導致了全世界網路技術的快速發展，以及許多不同網路的合併結成更大的網路。到1990年代初，商業網路和企業之間的連接標誌著向現代網際網路的過渡。儘管網際網路在1980年代只被學術界廣泛使用，但商業化的服務和技術，令其極快的融入了現代每個人的生活。

## 词汇区别
互联网並不等同万维网。互联网是指网络与网络之间所串而连成的一个逻辑上的单一巨大国际网络，这些网络以一组通用的协议相连。万维网是一个由许多互相链接的超文本组成的系统，可以理解为互联网的一项服务，通过互联网访问。
您大可以这样理解:互联网里包含万维网,万维网属于互联网。

## 历史
在20世紀50年代，通信研究者认识到需要允许在不同计算机用户和通信网络之间进行常规的通信。这促使分散网络、排队论和封包交換的研究。1960年，美国国防部高等研究计划署（DARPA）出于冷战考虑建立的ARPANET引发技术进步并使其成为互联网发展的中心。ARPANET的發展始於兩個網路節點，由倫納德·克萊因羅克帶領的加利福尼亞大學洛杉磯分校的網路測量中心與加利福尼亞州門羅帕克斯坦福國際研究院（SRI）道格拉斯·恩格爾巴特的NLS系統兩個節點之間連接。第三個節點是加利福尼亞大學聖塔芭芭拉分校，第四個節點是犹他大学。到1971年底，已經有15個節點連接到ARPANET。1973年6月，挪威地震陣列所（NORSAR）連接到ARPANET成為美國本土之外的第一個網路節點。
1974年，罗伯特·卡恩和文頓·瑟夫提出TCP/IP，定义在电脑网络之间传送报文的方法（他們在2004年也因此獲得图灵奖）。1986年，美国国家科学基金会建立了美国國家超級電腦應用中心與學術機構之间互联基於TCP/IP技術的骨干网络NSFNET，速度由最初的56kbit/s，接著為T1（1.5Mbit/s），最後發展至T3（45Mbit/s）。NSFNET於1988至1989年擴展到歐洲、澳洲、紐西蘭和日本的學術和研究組織。商業互聯網服務提供商（ISP）於1989年在美國和澳洲成立。ARPANET於1990年退役。

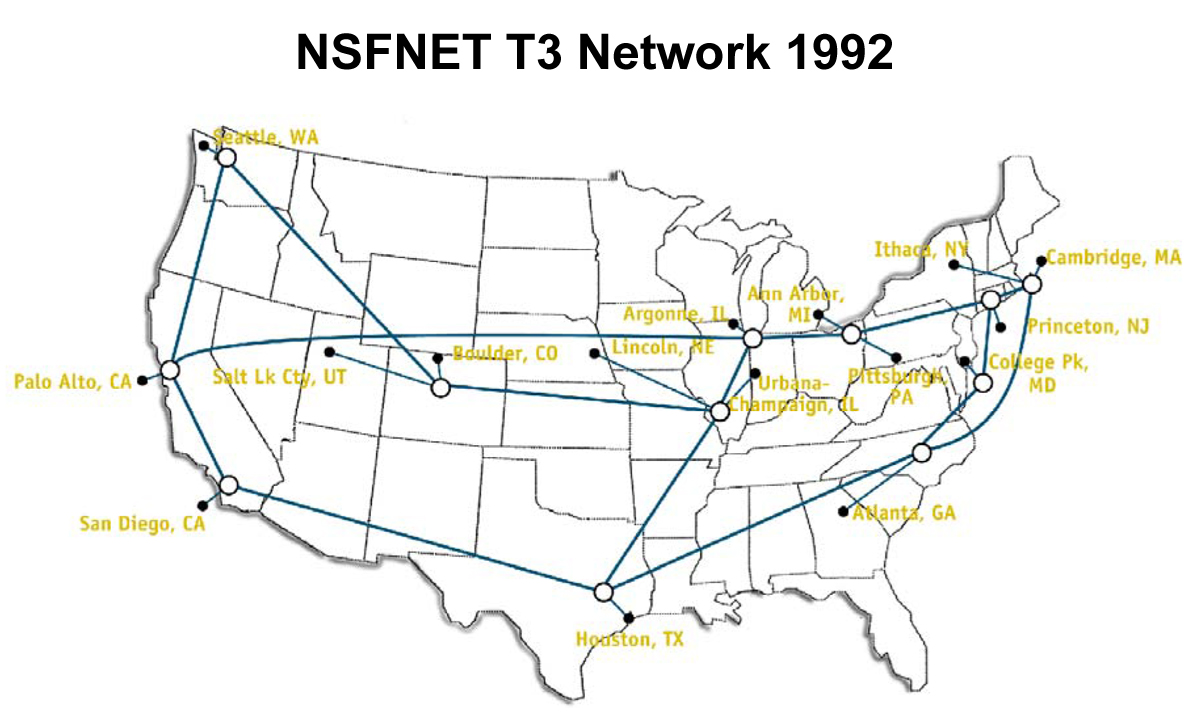
NSFNET T3骨幹網，1992年

1989年中期，MCI Mail和CompuServe與網際網路建立連接，並且向50萬大眾提供電子郵件服務。1990年3月，康奈爾大學和歐洲核子研究中心（CERN）之間架設NSFNET和歐洲之間的第一條高速T1（1.5Mbit/s）連接。六個月後，蒂姆·伯纳斯-李編寫第一個網頁瀏覽器。到1990年聖誕節，蒂姆·伯纳斯-李建立運行万维网所需的所有工具：超文本傳輸協定（HTTP）、超文本標記語言（HTML）、第一個網頁瀏覽器、第一個網頁伺服器和第一個網站。到1995年，NSFNET退役時，互聯網在美國已完全商業化，從而解除最後的商業流量限制。
網際網路的成功，可從“Internet”这个术语的大、小寫分化窺知一二。最初，互联网一詞代表那些使用IP協定架設而成的網路，而今天，它已引申泛指各種類型的網路，不再侷限於IP網路。於是以小寫的互联网（internet，開頭的「i」是小寫字母）為任何分離的實體網路之集合，這些網路以一組通用的協定相連，形成邏輯上的單一網路。而大寫的互联网（Internet，開頭的「I」是大寫字母）專指前身為ARPANET，後使用IP協定將各種實體網路連結成此單一邏輯網路。大寫的互聯網是小寫互聯網的其中一種形式，反過來卻不然。2002年起，有学者开始提议将“internet”一词用小写表示，理由是互联网已经成为人类生活的一部分，失去专有的意义；2016年，美联社认为“互联网”已和“电话”一样成为一件一般的事物，不具有专属商标的意义，于是开始在其格式手册中规定“internet”和“web”一词全部小写，纽约时报也随后跟进，但同时亦有媒体提出不同意见。

## 連接技術

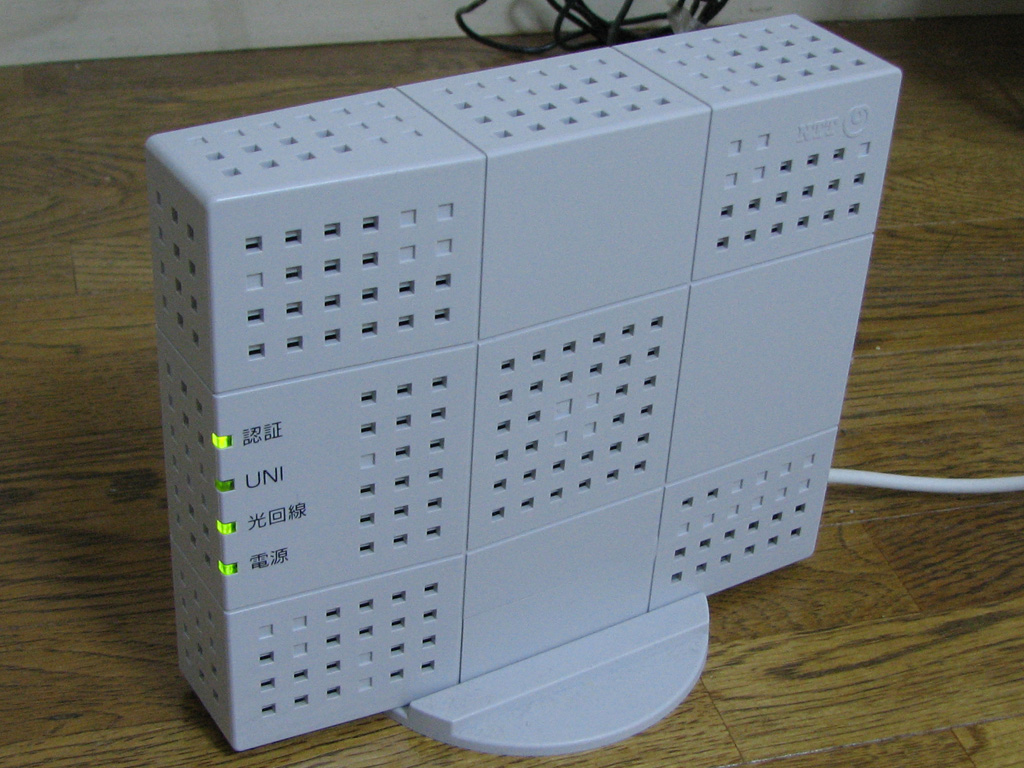
21世紀家用光纖數據機

任何需要使用網際網路的计算机必须通过某种方式与網際網路进行连接。網際網路接入技术的发展非常迅速，带宽由最初的14.4Kbps发展到目前的100Mbps甚至1Gbps带宽，接入方式也由过去单一的电话拨号方式，发展成现在多样的有线和无线接入方式，接入终端也開始朝向移动设备发展。并且更新更快的接入方式仍在继续地被研究和开发。

## 架構
最顶层的是一些应用层协议，这些协议定义了一些用于通用应用的数据报结构，包括FTP及HTTP等。中间层是UDP协议和TCP协议，它们用于控制数据流的传输。UDP是一种不可靠的数据流传输协议，仅为网络层和应用层之间提供简单的接口。而TCP协议则具有高的可靠性，通过为数据报加入额外信息，并提供重发机制，它能够保证数据不丢包、没有冗余包以及保证数据包的顺序。对于一些需要高可靠性的应用，可以选择TCP协议；而相反，对于性能优先考虑的应用如流媒体等，则可以选择UDP协议。
最底层的是網際網路協定，是用于报文交换网络的一种面向数据的协议，这一协议定义了数据包在网际传送时的格式。目前使用最多的是IPv4版本，这一版本中用32位定义IP地址，尽管地址总数达到43亿，但是仍然不能满足现今全球网络飞速发展的需求，因此IPv6版本应运而生。在IPv6版本中，IP地址共有128位，“几乎可以为地球上每一粒沙子分配一个IPv6地址”。IPv6目前并没有普及，许多網際網路服务提供商并不支持IPv6协议的连接。但是，可以预见，将来在IPv6的帮助下，任何家用电器都有可能连入網際網路。

## 服務
網際網路承載著眾多應用程序和服務，包括全球資訊網、社群媒體、電子郵件、行動應用程式、多人電子遊戲、網際網路通話、檔案分享和串流媒體服務等。提供這些服務的大多數伺服器託管於資料中心，並且透過高效能的內容傳遞網路存取。

### 全球資訊網

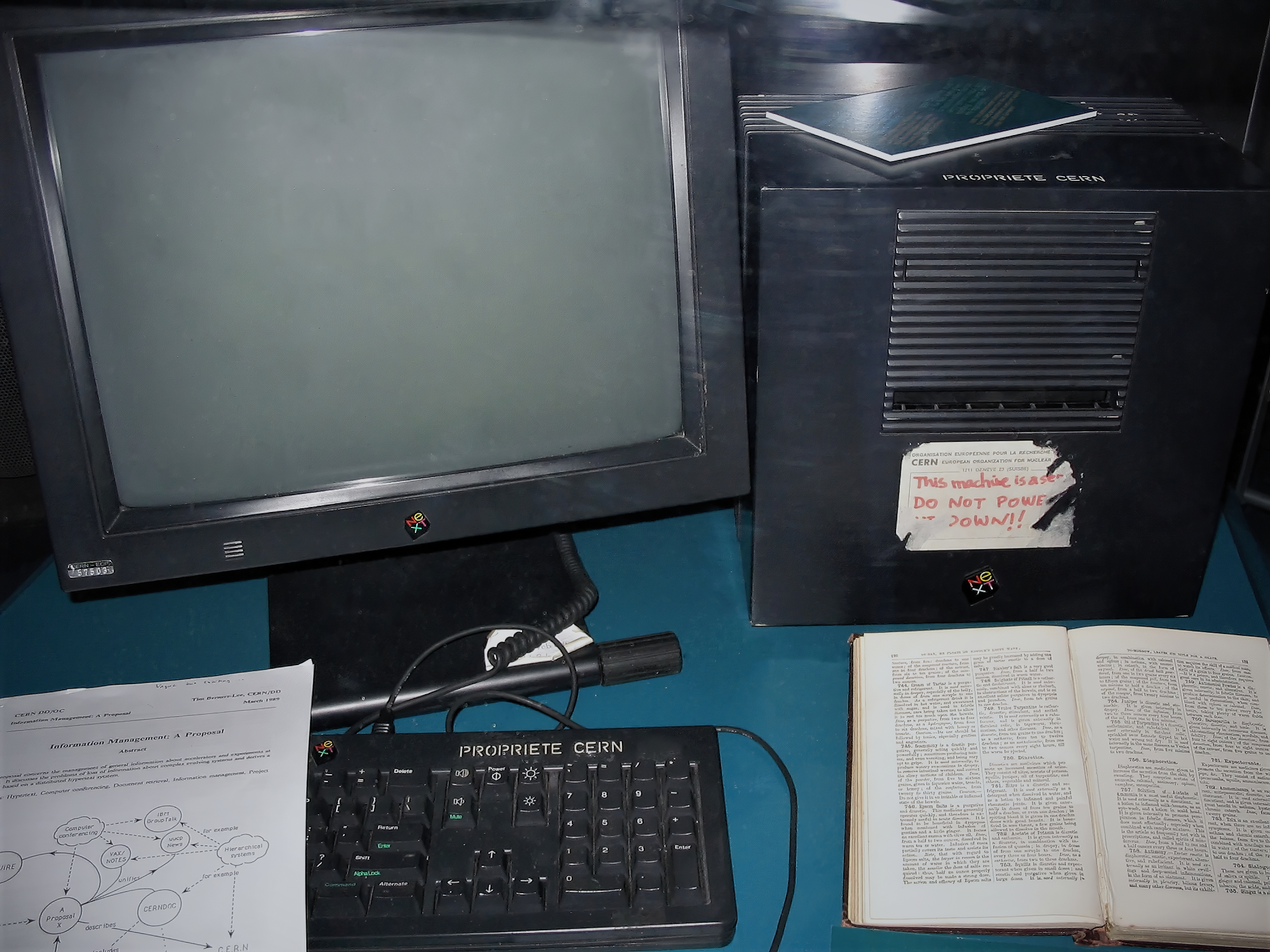
CERN的提姆·柏內茲-李使用的NeXT工作站成了世界上第一台網頁伺服器，並運行了世界上第一個網頁瀏覽器

全球資訊網是文件、圖片、多媒體和其他資源的全球集合，在邏輯上透過超連結互相連接，並使用統一資源標誌符標識，統一資源標誌符提供了一個全球命名標識系統，象徵性地標識服務、網頁伺服器、資料庫以及提供的文件和資源。超文本傳輸協議（HTTP）是全球資訊網的主要存取協議，全球資訊網的服務使用HTTP在軟體系統之間進行通訊和資料傳輸。
全球資訊網瀏覽器軟體，例如︰微軟的Internet Explorer／Edge、Mozilla Firefox、Opera、蘋果公司的Safari和Google Chrome，能讓使用者透過嵌入文件的超連結在網頁與另一網頁之間導覽，這些文件包括圖形、音效、文字、影片、多媒體和互動式內容，相較於印刷媒體、書籍、百科全書和傳統圖書館，使用者更容易和即時存取大量多樣的資訊，全球資訊網對於網際網路的普及發揮了至關重要的作用。

### 通訊
電子郵件是網際網路上重要的通訊服務。這項類似於郵寄信件或備忘錄的方式發送電子文字訊息的概念已早於網際網路的誕生之前。圖片、文件和其他資料以電子郵件附件的形式發送。電子郵件可以發送多個電子郵件地址。

### 檔案傳輸
檔案分享是網際網路傳輸大量數據的一個例子，透過上傳至網站或檔案傳輸協定（FTP）伺服器上以供他人下載。除此之外，也可以置於共享位置或檔案伺服器供其他人使用。

## 安全
经过多年的发展，互联网已经在社会的各个层面为全人类提供了便利。但是随之而来的不全是正面的影响，並影響著人们的正常生活。

### 惡意軟體
惡意軟體是透過互聯網使用和散發的軟件，包括在人為協助下複製的電腦病毒、自我複製的電腦蠕蟲、阻斷服務攻擊軟體、勒索軟件、殭屍網絡以及蒐集使用者活動和鍵入資訊的間諜軟件，通常這些行為足以構成網路犯罪。

### 監控
在美國，由美國國家安全局（NSA）為首自2007年起開始實施的最高機密等級電子監聽計劃，該計劃可監聽美國本土以外的使用者、或任何與國外通訊的美國公民。參與此計划的前中情局（CIA）雇员斯诺登在2013年5月將檔案複製後前往香港並將此計划公諸於世，然后於2013年6月6日，在英国《衛報》和美国《華盛頓郵報》公開。

### 内容审查
| 存在大規模而又廣泛的互聯網審查 中等規模的互聯網審查 對特定議題存有小規模的互聯網審查 | 很少或沒有互联网审查 沒有數據/分類 |

| 存在大規模而又廣泛的互聯網審查 中等規模的互聯網審查 對特定議題存有小規模的互聯網審查 | 很少或沒有互联网审查 沒有數據/分類 |

网络内容审查是一种对网络承载的内容进行审查，并对部分内容进行过滤、删除、关闭等行为，内容审查通常伴随对相关人员与组织的行政处理。网络审查主要针对危害国家安全、侵犯版权与个人隐私、通过网络进行违法活动以及对不道德的行为进行宣传和教唆等行为。许多国家都有相关立法，并且在政府设有相关部门进行监控和管理。然而对网络内容的审查在一定程度上限制了言论的自由，在何种程度上、采取何种手段进行网络审查一直是争议的话题。
在西方国家例如美国，通常由网络提供商和企业制定网络内容审查的策略，而政府对不涉及刑事犯罪的网络内容不做任何监管；在中华人民共和国的大陆地区，政府通常会对网络内容的审查发布建议性和指导性政策，各企业和网络提供商根据建议性和指导性政策，利用信息技术进行网络内容的过滤和审查，过滤和阻挡了一些包含政治和色情信息的国内、国外网站，以限制大部分民众访问到这些网站或增加该网站的访问难度。在中华人民共和国的香港特别行政区、澳门特别行政区，政府亦不对不涉及刑事犯罪的网络内容做任何审查。个别国家，如朝鲜，则完全禁止普通民众访问境外网站，民众只能访问由政府开设的國家區域網路。

## 普及率
截至2020年6月，全球約有48億網民，互聯網普及率是62%。

截至2019年，互联网普及率最高的國家或城市為科威特（99.6%）；第二至第五位分別是卡塔尔（99.6%）、福克兰群岛（99.3%），百慕大（99.2%）及冰岛（99.0%）。
根据中国互联网络信息中心在2022年8月31日发表的第50次《中国互联网络发展状况统计报告》，截至2022年6月，中国的网民规模为10.51亿，为世界首位。互联网普及率达74.4%，已远高于世界平均水平。